# 勒氏新亮麗鯛
勒氏新亮麗鯛，為輻鰭魚綱鱸形目隆頭魚亞目慈鯛科新亮麗鯛屬的其中一種，分布於非洲坦干伊喀湖南部流域，體長可達10公分，棲息在中底層水域，可作為觀賞魚。

## 擴展閱讀
維基物種上的相關：勒氏新亮麗鯛